# لخپات
لخپات (به انگلیسی: Lakhpat) یک منطقهٔ مسکونی در هند است که در Lakhpat Taluka واقع شده‌است. لخپات ۸۰۷ نفر جمعیت دارد و ۸۹ متر بالاتر از سطح دریا واقع شده‌است.